# 홍진
홍진(洪震, 1877년 10월 3일(음력 8월 27일) ~ 1946년 9월 9일)은 대한제국의 관료이자 일제강점기 대한민국 임시 정부 시대의 독립운동가이며 1926년 7월 7일에서부터 1926년 12월 14일까지 제5대 대한민국 임시정부의 국무령을 지냈다. 본명은 홍면희(洪冕憙), 본관은 풍산. 아명은 홍봉근(洪鳳根)· 홍우봉(洪又鳳). 호(號)는 만호(晩湖). 충청도 영동에서 출생하였고 지난날 한때 경기도 시흥에서 잠시 유아기를 보낸 적이 있는 그는 그 후 한성부에서 성장하였다. 1946년 7월에 심장천식으로 입원을 했는데, 입원 중 남상철의 권고로 인하여 영세를 받았고 가톨릭 세례명은 안드레아이다.

## 업적
1898년 법관양성소를 졸업한 뒤 평리원(平理院) 판사, 충주재판소 검사를 지냈다. 1910년 경술국치를 맞자, 변호사가 되어 경성부와·평양 등지에서 애국지사를 변론하는 법정 투쟁을 계속했다. 1919년 3·1 운동이 일어나자 연락책임을 맡아 활동했고, 4월에는 한성 임시정부의 조직에 참가하여 법무차장이 되었다. 그 뒤 중국 상하이(上海)로 망명하여 대한민국 임시의정원 의원이 되었으며, 법제위원장으로 헌법 개정, 국무위원 개선 등 제도 정비에 노력했다. 11월에는 임시의정원 충청도 선거위원장으로도 활약했다. 1921년 4월 장붕(張鵬)의 뒤를 이어 상하이 대한교민단(大韓僑民團) 단장이 되었고, 5월에는 임시의정원 의장이 되었다. 그해 8월 대(對) 태평양회의외교후원회의 간사장이 되어 한국의 완전독립을 주장하고 일본에게 손해배상을 요구했으며, 의정원 의원 25명의 연서로 태평양회의의 각국 대표에게 독립청원서를 발송했다. 다음해 7월 국민대표회의 문제를 둘러싸고 임시정부에서 의견대립이 생기자 여운형(呂運亨)·김구(金九) 등과 시사책진회(時事策進會)를 조직하여 사태를 수습하고자 노력했다.
1923년 임시정부 법무총장에 선임된 뒤 여러 요직을 역임했다. 1926년 7월 국무령(國務領)이 되었으며, 9월에는 외무총장까지 겸임하면서 비타협적 자주독립운동의 진작, 전민족대정당의 창당, 피압박민족과의 연맹 체결 등을 내용으로 하는 시정 3대 강령을 발표했다. 임시정부를 강화하고자 노력했으나 독립운동단체들간의 분규가 계속되자 그해 12월 국무위원들과 함께 사직하고 의정원 의원으로 활동했다. 1927년 4월 상하이에서 한국유일독립당 상해촉성회를 결성하고 집행위원이 되었으며, 11월에는 베이징·우창·난징에서 활동하는 독립운동가들과 함께 연석회의를 열었다. 그해말에는 만주로 가서 독립운동단체의 통합을 위해 노력했다. 1930년 7월 한국독립당을 조직하고 중앙위원장 및 군민회의(軍民會議) 부위원장이 되었다.
1931년 9월 만주사변이 일어나자 당의 무장부대로 한국독립군을 편성하고 중국과 연합전선을 형성하여 활동했다. 1934년 한국혁명당과 통합하여 신한독립당을 조직하고 위원장이 되었다가 곧 한국독립당을 재조직했고, 1935년 7월에는 이를 조선민족혁명당으로 발전시켰다. 1937년 7월 만주와 아메리카 대륙에 있는 독립운동단체들이 통합하여 한국광복진선(韓國光復陣線)을 조직하자 선전위원으로 활동했다.
1940년 대한민국 임시정부의 고문이 되었으며 한국국민당·한국독립당·조선혁명당이 한국독립당으로 3당 통합되자 중앙감찰위원장이 되어 한국광복군의 창설에 이바지했다. 1942년 10월 한중문화협회 명예이사로 선출되었으며, 국무위원회 고문과 임시의정원 의장을 겸직하면서 8·15 해방까지 임시정부에서 활동했다.

## 사후
1962년에 건국훈장 국민장이 추서되었다.

## 연보

### 조선 시대
- 1877년 10월 3일(음력 8월 27일) 서울 서소문에서 아버지 홍재식과 어머니 한수동의 차남으로 태어남. 본명은 면희(冕憙), 아명은 봉근(鳳根) 또는 우봉(又鳳).
- 1896년 의령 남씨 남숙희의 차녀 남상복(南相福)과 혼인.
- 1903년 2월 법관양성소 입학.
- 1904년 7월 21일 법관양성소 졸업.

- 7월 26일 법관양성소 박사에 임명되었으나, 이틀 뒤 의원면직.

- 1906년 2월 한성평리원 주사.

- 12월 5일 법관전고소 시험에 합격.
- 12월 10일 충청북도 재판소 검사로 발령.

- 한성평리원(漢城平理院) 판사, 충청검찰청 검사를 역임.
- 1908년 5월 14일 의병 사건의 논고를 거부하고 검사직을 의원면직.

- 5월 29일 대한제국 법부로부터 변호사 인가장을 받음.

- 1909년 7월 14일 평양지방재판소 검사국에 변호사로 등록하고, 평양에서 개업.

### 독립 운동
- 1919년 3월 3·1 운동에 참여. 충북 청주군 연락책임자.

- 3월 17일 한성오의 집에서 한성정부를 조직.
- 4월 11일 임시의정원 의원
- 4월 15일 이규갑과 함께 한성정부의 각원 명단과 문건을 가지고 중국 상하이(上海)로 망명. 압록강을 건너며 이름을 홍진(洪鎭)으로 바꿈.
- 9월 11일 대한민국 임시정부가 조직됨. 취임을 미루던 국무총리 이동휘를 찾아가 취임을 종용.
- 11월 임시정부 국내조사위원 및 임시의정원 충청도 선거위원장에 임명.

- 임시정부 법무총장,내무총장 등 역임
- 1920년 3월 19일 임시의정원 상임위원회 제4분과 위원.

- 3월 30일 임시의정원 정무조사특별위원회 위원.

- 1921년 4월 6일 임시의정원 전원위원장에 당선.

- 4월 20일 상해대한교민단장에 선임.
- 5월 6일 임시의정원 제3대 의장에 선출.
- 5월 20일 교민단장 면직.
- 8월 13일 상해교민단 사무소에서 대태평양회의외교후원회를 발족하고 임시회장으로 선출.
- 8월 26일 대태평양회의외교후원회 공식출범에 따라 대표인 간사장을 맡음.

- 1922년 4월 3일 태평양회의에 대한 책임으로 국무원이 총사직, 임시의정원 의장직에서 면직.
- 1924년 5월 임시의정원 내에서 개헌 문제로 분란이 일자 사임후 장쑤성 전장에서 은거.
- 1926년 7월 7일 임시의정원에서 국무령으로 선출. 이름을 홍진(洪震)으로 바꿈.

- 7월 8일 국무령에 취임.
- 8월 30일 정부를 구성하고, 홍진 정부가 공식 출범.
- 9월 27일 시정방침 및 신 부서(部署) 조직규정 발표.
- 9월 27일 국무령으로 외무부장 겸임.
- 9월 임시정부 시정방침 4대 강령을 발표하였다.(1. 비타협적 자주독립운동 을 진작함. 2. 전민족 대당체(大黨體)를 건립함. 3. 각 피압박민족과 대연맹 을 체결하고 기타 우의. 4. 국교를 증진함)
- 12월 9일 유일당운동에 주력하기 위하여 국무령을 사직.
- 12월 29일 임시의정원 의원에 재선됨

- 1930년 7월 26일 한국독립당 창당, 중앙위원장으로 선출.
- 1934년 2월 25일 난징에서 신익희의 한국혁명당과 통합하여 신한독립당 창당, 중앙위원장으로 선출.
- 1935년 7월 5일 독립 계열 단일 정당 민족혁명당 창당, 중앙검사위원.
- 1937년 8월 17일 미주지역 6개 단체를 참여시킨 한국광복운동단체연합회를 결성.
- 1938년 독립운동단체가 통합하여 한국광복진선(韓國光復陣線)이 결성되자, 광복전선 운영 간부에 선임.
- 1939년 10월 15일 임시의정원 충청도 위원으로 선출.

- 10월 16일 임시의정원 의장으로 선출(두 번째).
- 10월 23일 임시정부 국무위원으로 선임.
- 10월 25일 임시정부 내무장으로 선임.
- 11월 5일 임시의정원 의장과 국무위원 불겸직안에 따라 임시의정원 의장직 사임.

- 1940년 5월 9일 한국독립당 창당, 중앙집행위원으로 선출.

- 10월 8일 임시정부 고문으로 추대.

- 1942년 10월 26일 임시의정원 의장으로 선출(세 번째).
- 1943년 10월 9일 제35차 임시의정원 회의 개최, 국무위원 숫자와 선출 방법을 둘러싸고 여야가 대립.
- 1944년 1월 3일 국무위원 선출방식을 위한 투표에서 여야 동수가 되자, 의장으로 야당 측이 주장한 무기명 투표안에 찬성. 이 일을 계기로 부의장 최동오와 함께 한국독립당을 탈당.
- 1945년 2월 9일 신한민주당을 창당, 유동렬·김붕준과 함께 주석단에 선출.

### 광복 이후
- 1945년 11월 5일 한국 해방에 따라 김구 등 임시정부 요인 29명과 함께 충칭을 떠나 상하이에 도착.

- 12월 1일 임시정부 제2진으로 22명과 상하이를 출발, 폭설로 김포가 아닌 군산비행장에 도착.
- 12월 24일 한국 소년군 총본부 고문에 추대되었다.

- 1946년 2월 1일 명동성당에서 비상국민회의 창립대회를 개최하고, 비상국민회의 의장에 선출됨.

- 2월 미군 주둔군 사령관 존 하지와 면담.
- 7월 심장천식으로 입원, 입원 중 남상철의 권고로 영세를 받음(세례명 안드레아).
- 9월 9일 향년 70세로 사거.
- 9월 13일 명동성당에서 장례위원장 김구 집례로 장례미사, 인천시 관교동에 안장.

- 1962년 건국공로훈장 독립장이 추서되었다.
- 1984년 12월 15일 서울 동작동 국립묘지로 이장.
- 1994년 10월 6일 국립묘지 임시정부요인 묘역 내 임정수반 묘소로 천장.

## 가족
- 처: 남상복(南相福, 1876년 ~ ?[6])
- 아들: 홍기택(洪起澤, 1905년 ~ ?)
- 장인: 남숙희(南叔熙)

## 같이 보기
- 김구
- 이승만
- 민주의원
- 조성환
- 대한민국 임시 정부
- 비상국민회의

## 참고 자료
- 晩悟洪震全集, 만오홍진전집간행위원회, 대한민국 국회도서관, 1996.